# Komjatná
Komjatná é um município da Eslováquia, situado no distrito de Ružomberok, na região de Žilina. Tem 14,54 km² de área e sua população em 2018 foi estimada em 1.552 habitantes.

## Demografia
| Ano:        | 1994 | 2004   | 2014   | 2024   |
| ----------- | ---- | ------ | ------ | ------ |
| Broj ljudi: | 1392 | 1485   | 1521   | 1574   |
| Razlika:    |      | +6,68% | +2,42% | +3,48% |

| Ano:               | 2023 | 2024   |
| ------------------ | ---- | ------ |
| Número de pessoas: | 1573 | 1574   |
| Diferença:         |      | +0,06% |